# اينريكي فلوريس
اينريكي فلوريس (بالإسبانية: Enrique Flores Yrahory) (1 فبراير 1994 بسانتا كروز دي لا سييرا في بوليفيا - ) هو مدرب كرة قدم ولاعب كرة قدم بوليفي في مركز الدفاع. شارك مع منتخب بوليفيا لكرة القدم. أما مع النوادي، فقد لعب مع Universitario de Sucre ‏ وClub Real América ‏.

## وصلات خارجية
- اينريكي فلوريس على موقع ناشيونال فوتبول تيمز (الإنجليزية)
- اينريكي فلوريس على موقع Soccerway.com (الإنجليزية)
- اينريكي فلوريس على موقع عالم كرة القدم.نت (الإنجليزية)
- اينريكي فلوريس على موقع AS.com (الإسبانية)